# 소도 (한국사)
소도(蘇塗)는 삼한 시대 하늘에 제사를 지내던 특수한 신성 지역, 곧 성지(聖地)이다.
제단을 만들고 방울과 북을 단 큰 나무를 세워 산천에 제사를 올렸다. 삼한 사회에서는 제사를 매우 중요하게 생각하여 매년 1~2차에 걸쳐 각 읍(邑)별로 소도에서 천군을 선발하여 제사를 지내었으며, 질병과 재앙이 없기를 빌었다. 이 소도는 매우 신성한 곳으로서 제사에 참석하는 자는 죄인이라도 처벌하지 않았다. 이 소도에는 큰 소나무를 세우고 신악기(神樂器)의 구실을 하는 방울과 북을 달아서 강신(降神)에 대한 안내 또는 신역(神域)의 표지로 삼았다.
무속신앙의 솟대도 여기에서 유래한 것이다.

## 같이 보기
- 천군
- 문경 봉암사 지증대사탑비